# Girls, Girls, Girls
Girls, Girls, Girls é o quarto álbum de estúdio da banda Mötley Crüe, lançado em 15 de maio de 1987. Chegou à segunda colocação da Billboard 200.
Conforme revelado pelo baixista Nikki Sixx e pelo baterista Tommy Lee, o conceito do álbum foi escolhido quando a banda decidiu revelar ao mundo sobre seu estilo de vida particular. Quando perceberam que seu principal hobby era frequentar clubes de strip, criaram o título Girls, girls, girls, inspirado nos tradicionais letreiros de neon presentes nas fachadas de muitos clubes norte-americanos.
O logotipo do álbum foi também inspirado nesses mesmos letreiros, e a capa apresenta uma foto dos quatro integrantes montados em suas respectivas motocicletas, que eram outro de seus grandes hobbies. Pela primeira vez, a banda abandonou as tradicionais fantasias conceituais e agora trajava roupas comuns (jaquetas e calças de couro, para se adequar à subcultura motociclista).
O álbum possui uma sonoridade mais voltada ao Hard Rock e ao Blues do que os lançamentos anteriores. O álbum contém os hits "Wild Side" e "Girls, Girls, Girls". A temática das letras aborda o estilo de vida boêmio da banda, e presta homenagem a seu amor por motocicletas, bebida e clubes de strip. Existem também letras mais sérias para o álbum, como "Wild Side" e "Dancing on Glass", que abordam, respectivamente, a criminalidade da periferia de Los Angeles e o problema do baixista Nikki Sixx com a heroína. A música "You're All I Need" conta a história de um feminicídio passional do ponto de vista distorcido do criminoso, e a canção "Nona" é uma homenagem à avó de Sixx, que faleceu na época da gravação do álbum.

## Faixas
- "Wild Side" (Sixx, Lee, Neil) - 4:40
- "Girls, Girls, Girls" (Sixx, Lee, Mars) - 4:30
- "Dancing on Glass" (Sixx, Mars) - 4:18
- "Bad Boy Boogie" (Sixx, Lee, Mars) - 3:27
- "Nona" (Sixx) - 1:27
- "Five Years Dead" (Sixx) - 3:50
- "All in the Name of..." (Sixx, Neil) - 3:39
- "Sumthin' for Nuthin'" (Sixx) - 4:41
- "You're All I Need" (Lee, Sixx) - 4:43
- "Jailhouse Rock" (ao vivo) (Leiber, Stoller) - 4:39

### Faixas bônus da reedição de 2003
- "Girls, Girls, Girls" (Tom Werman & band intro, Rough mix of instrumental track) - 5:38
- "Wild Side" (Rough Mix of instrumental track)- 4:06
- "Rodeo" (Unreleased track) - 4:14
- "Nona" (Instrumental Demo Idea) - 2:42
- "All in the Name of..." (Live in Moscow) - 5:02
- "Girls, Girls, Girls" (Multimedia Track)